# 16-XX
Classificazione delle ricerche matematiche: sezioni di livello 1

00-XX 01 03 05 06 08 | 11 12 13 14 15 16 17 18 19 20 22 | 26 28 30 31 32 33 34 35 37 39 40 41 42 43 44 45 46 47 49 | 
 51 52 53 54 55 57 58 | 60 62 65 68 | 70 74 76 78 | 80 81 82 83 85 86 | 90 91 92 93 94 97-XX
In matematica 16-XX è la sigla della sezione primaria dello schema di classificazione MSC dedicata ad anelli associativi e algebre associative.
Questa pagina presenta la struttura ad albero delle sue sottosezioni secondarie e terziarie.

## 16-XX
anelli associativi ed algebre associative
{per il caso commutativo, vedi 13-XX}
- 16-00 opere di riferimento generale (manuali, dizionari, bibliografie ecc.)
- 16-01 esposizione didattica (libri di testo, articoli tutoriali ecc.)
- 16-02 presentazione di ricerche (monografie, articoli di rassegna)
- 16-03 opere storiche {!va assegnato almeno un altro numero di classificazione della sezione 01-XX}
- 16-04 calcolo automatico esplicito e programmi (non teoria della computazione o della programmazione)
- 16-06 atti, conferenze, collezioni ecc.

## 16Bxx
generalità e miscellanea
- 16B50 metodi e risultati categoriali {!eccettuato quanto in 16D90, 16E10} [vedi anche 18-XX]
- 16B70 applicazioni della logica [vedi anche 03Cxx]
- 16B99 argomenti diversi dai precedenti, ma in questa sezione

## 16Dxx
moduli, bimoduli ed ideali
- 16D10 teoria generale dei moduli
- 16D20 bimoduli
- 16D25 ideali
- 16D30 anelli semplici ad infinite dimensioni (eccettuato quanto in 16Kxx]
- 16D40 moduli ed ideali liberi, proiettivi e piatti [vedi anche 19A13]
- 16D50 moduli iniettivi, anelli auto-iniettivi [vedi anche 16L60]
- 16D60 moduli semplici e moduli semisemplici, anelli primitivi ed ideali primitivi
- 16D70 struttura e classificazione {!eccettuato quanto in 16Gxx}, decomposizione in somma diretta, cancellazione
- 16D80 altre classi di moduli e di ideali [vedi anche 16G60]
- 16D90 categorie di moduli [vedi anche 16Gxx, 16S90]; teoria dei moduli in un contesto categoriale; equivalenza e dualità di Morita
- 16D99 argomenti diversi dai precedenti, ma in questa sezione

## 16Exx
metodi omologici
{per gli anelli commutativi, vedi 13Dxx; per le categorie generali, vedi 18Gxx}
- 16E05 sizigie, risoluzioni, complessi
- 16E10 dimensione omologica
- 16E20 gruppi di Grothendieck, K-teoria ecc. [vedi anche 18F30, 19Axx, 19D50]
- 16E30 funtori omologici sui moduli (Tor, Ext ecc.)
- 16E30 funtori omologici sui moduli (Tor, Ext ecc.)
- 16E35 categorie derivate
- 16E45 algebre differenziali graduate ed applicazioni
- 16E50 anelli regolari nel senso di von Neumann e loro generalizzazioni
- 16E60 anelli semiereditari ed ereditari, anelli con? ideali liberi, anelli di Silvester ecc.
- 16E65 condizioni omologiche sugli anelli (generalizzazioni degli anelli regolari, di Gorenstein, di Cohen-Macaulay ecc.)
- 16E99 argomenti diversi dai precedenti, ma in questa sezione

## 16Gxx
teoria delle rappresentazioni degli anelli e delle algebre
- 16G10 rappresentazioni degli anelli artiniani
- 16G20 rappresentazioni delle quivers e degli insiemi parzialmente ordinati
- 16G30 rappresentazioni di ordini, di reticoli e di algebre sopra anelli commutativi [vedi anche 16H05]
- 16G50 moduli di Cohen-Macaulay
- 16G60 tipi di rappresentazione (finita, addomesticata, selvaggia ecc.)
- 16G70 sequenze di Auslander-Reiten (successioni quasi spezzate) e faretre di Auslander-Reiten
- 16G99 argomenti diversi dai precedenti, ma in questa sezione

## 16Hxx
algebre e ordini {per aspetti aritmetici, vedi 11R52, 11R54, 11S55; per la teoria della rappresentazione, vedi 16G30}
- 16H05 algebre separabili (ad es., algebre sui quaternioni, algebre di Azumaya ecc.)
- 16H10 ordini nelle algebre separabili
- 16H15 ordini commutativi
- 16H20 reticoli su ordini
- 16H99 argomenti diversi dai precedenti, ma in questa sezione

## 16Kxx
anelli con?di divisione ed anelli di Artin semisemplici
[vedi anche 12E15, 15A30]
- 16K20 anelli di dimensione finita {per i prodotti incrociati, vedi 16S35}
- 16K40 anelli di dimensione infinita e generali
- 16K50 gruppi di Brauer [vedi anche 12G05, 14F22]
- 16K99 argomenti diversi dai precedenti, ma in questa sezione

## 16Lxx
anelli locali e loro generalizzazioni
- 16L30 anelli non commutativi locali e semilocali, anelli perfetti
- 16L60 anelli quasi-di-Frobenius [vedi anche 16D50]
- 16L99 argomenti diversi dai precedenti, ma in questa sezione

## 16Nxx
radicali e proprietà radicali degli anelli
- 16N20 radicale di Jacobson, quasimoltiplicazione
- 16N40 radicali, insiemi, ideali ed anelli nil e nilpotenti
- 16N60 anelli primi ed anelli semiprimi [vedi anche 16D60, 16U10]
- 16N80 radicali generali ed anelli {per i radicali nelle categorie di moduli, vedi 16S90}
- 16N99 argomenti diversi dai precedenti, ma in questa sezione

## 16Pxx
condizioni catenarie, condizioni di crescita ed altre forme di finitezza
- 16P10 anelli finiti ed algebre di dimensione finita {per i casi semisemplici, vedi 16K20; per i commutativi, vedi 11Txx, 13Mxx}
- 16P20 anelli artiniani e moduli artiniani
- 16P40 anelli noetheriani e moduli nötheriani
- 16P50 localizzazione ed anelli nötheriani [vedi anche 16U20]
- 16P60 condizioni catenarie sugli annullatori e sugli addendi: condizioni tipo Goldie [vedi anche 16U20], dimensione di Krull
- 16P70 condizioni catenarie su altre classi di sottomoduli, di ideali, di sottoanelli ecc.; coerenza
- 16P90 velocità di crescita, dimensione di Gelfand-Kirillov
- 16P99 argomenti diversi dai precedenti, ma in questa sezione

## 16Rxx
anelli con identità polinomiali
- 16R10 T-ideali, identità, varietà di anelli e di algebre
- 16R20 anelli semiprimi con identità polinomiali, anelli immergibili in matrici sopra anelli commutativi
- 16R30 anelli traccia e teoria degli invarianti
- 16R40 identità diverse da quelle concernenti matrici sopra anelli commutativi
- 16R50 altri generi di identità (polinomiali generalizzate, razionali, involuzioni)
- 16R60 identità funzionali
- 16R99 argomenti diversi dai precedenti, ma in questa sezione

## 16Sxx
anelli ed algebre che emergono da costruzioni varie
- 16S10 anelli determinati da proprietà universali (algebre libere, coprodotti, aggiunta di inversi ecc.)
- 16S15 generazione finita, presentabilità finita, forme normali (lemma del diamante, riscrittura di termini)
- 16S20 estensioni centralizzanti e normalizzanti
- 16S30 algebre inviluppanti universali di algebre di Lie [vedi principalmente 17B35]
- 16S32 anelli di operatori differenziali [vedi anche 13N10, 32C38]
- 16S34 anelli gruppo [vedi anche 20C05, 20C07], anelli di polinomi di Laurent
- 16S35 anelli gruppo ritorti e sghembi, prodotti incrociati
- 16S36 anelli di polinomi ordinari e sghembi ed anelli di semigruppi [vedi anche 20M25]
- 16S37 algebre quadratiche e algebre di Koszul
- 16S38 anelli emergenti?arising dalla geometria algebrica non commutativa
- 16S40 prodotto a sconquasso?ridotto?smash di azioni di Hopf generali [vedi anche 16W30]
- 16S50 anelli di endomorfismi: anelli di matrici [vedi anche 15-XX]
- 16S60 anelli di funzioni, prodotti sottodiretti, fasci di anelli
- 16S70 estensioni di anelli mediante ideali
- 16S80 deformazioni di anelli [vedi anche 13D10, 14D15]
- 16S85 anelli di frazioni e localizzazioni [vedi anche 13B30]
- 16S90 anello massimale di quozienti, teorie di torsione, radicali sulle categorie di moduli [vedi anche 13D30, 18E40] {per i radicali di anelli, vedi 16Nxx}
- 16S99 argomenti diversi dai precedenti, ma in questa sezione

## 16Txx
algebre di Hopf, gruppi quantici e argomenti collegati
- 16T05 algebre di Hopf e loro applicazioni [vedi anche 16S40, 57T05]
- 16T10 bialgebre
- 16T15 coalgebre e comoduli; coanelli
- 16T20 aspetti di teoria degli anelli dei gruppi quantici [vedi anche 17B37, 20G42, 81R50]
- 16T25 equazioni di Yang-Baxter
- 16T30 connessioni con la combinatorica

## 16Uxx
condizioni sugli elementi
- 16U10 domini di integrità
- 16U20 anelli di &O;re, insiemi moltiplicativi, localizzazione di &O;re
- 16U30 divisibilità, domini a fattorizzazione unica (UFD) non commutativi
- 16U60 unità, gruppi di unità
- 16U70 centro, normalizzatore (elementi invarianti)
- 16U80 generalizzazioni della commutatività
- 16U99 argomenti diversi dai precedenti, ma in questa sezione

## 16Wxx
anelli ed algebre con ulteriori strutture
- 16W10 anelli con involuzione: di Lie, di Jordan e con altre strutture non associative [vedi anche 17B60, 17C50, 46Kxx]
- 16W20 automorfismi ed endomorfismi
- 16W22 azioni dei gruppi e dei semigruppi; teoria degli invarianti
- 16W25 derivazioni, azioni di algebre di Lie
- 16W50 anelli graduati e moduli graduati
- 16W55 "super" strutture (o strutture "sghembe") [vedi anche 17A70, 17C70] {per le algebre esterne, vedi 15A75; per le algebre di Clifford, vedi 11E88, 15A66}
- 16W60 valutazioni, completamenti, serie formali di potenze e costruzioni collegate [vedi anche 13Jxx]
- 16W70 anelli filtrati; tecniche filtrazionali e graduate
- 16W80 anelli e moduli topologici ed ordinati [vedi anche 13Jxx]
- 16W99 argomenti diversi dai precedenti, ma in questa sezione

## 16Yxx
generalizzazioni
{per gli anelli nonassociativi, vedi 17-XX}
- 16Y30 quasi-anelli [vedi anche 12K05]
- 16Y60 semianelli [vedi anche 12K10]
- 16Y99 argomenti diversi dai precedenti, ma in questa sezione

## 16Zxx
aspetti computazionali degli anelli associativi
- 16Z05 aspetti computazionali degli anelli associativi [vedi anche 68W30]
- 16Z99 argomenti diversi dai precedenti, ma in questa sezione